# Melody Parade (film 1943)
Melody Parade è un film del 1943 diretto da Arthur Dreifuss.

## Produzione
Le riprese del film, prodotto dalla Monogram Pictures, durarono dal 12 aprile 1943 fino alla fine dello stesso mese.

## Distribuzione
Il copyright del film, richiesto dalla Monogram, fu registrato il 15 luglio 1943 con il numero LP12207.
Distribuito dalla Monogram Pictures, il film uscì nelle sale cinematografiche USA il 27 agosto 1943. Nel 1944, la Pathé Pictures Ltd. lo distribuì nel Regno Unito: il film fu presentato a Londra il 27 gennaio, uscendo poi nelle sale il 27 marzo in una versione di 1.990,95 metri. Con il titolo Desfile de Melodias, uscì in distribuzione anche in Portogallo il 9 dicembre 1946.